# Falsa alarma
En informàtica, el terme falsa alarma (anglès: hoax) designa una informació falsa que té la finalitat de crear confusió entre la gent que el rep. Normalment és distribuït en cadena pels seus successius receptors pel seu contingut colpidor, el qual sembla provenir d'una font seriosa i fiable o perquè el mateix missatge demana ser reenviat. La majoria d'aquestes històries fan referència a nous virus informàtics. L'únic objectiu d'aquests missatges és difondre's fent servir la bona fe dels usuaris de correu electrònic.
A diferència del frau, el qual té normalment una o diverses víctimes i és comès amb propòsits delictius i de lucre il·lícit, la falsa alarma té per objectiu ser divulgada de manera massiva fent ús d'Internet i no acostuma a tenir finalitats lucratives, o, en tot cas, no és aquest el seu objectiu primari. Normalment és distribuït en cadena pels seus successius receptors a causa del seu contingut punyent, que sembla provenir d'una font seriosa i fiable o perquè el mateix missatge demana de ser reenviat.
Les persones que creen hoax solen tenir algun dels següents objectius: captar adreces de correu (per enviar spam, virus, missatges amb phishing o enganys a gran escala); enganyar el destinatari perquè reveli la seva contrasenya o accepti un arxiu de malware o finalment confondre l'opinió pública.

## Hoax informàtic
És un missatge de correu electrònic amb contingut fals o enganyós i atraient. Normalment és distribuït en cadena pels seus successius receptors a causa del seu contingut impactant que sembla provenir d'una font seriosa i fiable, o perquè el mateix missatge demana ser reexpedit.
Les persones que creen falses alarmes solen tenir com a objectiu captar indirectament adreces de correu electrònic (per enviar correu massiu, virus, missatges amb suplantació d'identitat, o més falses alarmes a gran escala), o també enganyar al destinatari perquè reveli la seva contrasenya o accepti un arxiu de malware, o també d'alguna manera confondre o manipular l'opinió pública de la societat.
Bàsicament, les falses alarmes poden ser alertes sobre virus incurables; falàcies sobre persones, institucions o empreses, missatges de temàtica religiosa; cadenas de solidaridad; cadenes de la sort; mètodes per fer-se milionari; regals de grans companyies; llegendes urbanes; i altres cadenes.

## Estudis realitzats
L'Associació d'Internautes, grup independent d'internautes en pro dels drets dels usuaris d'Internet, ha realitzat un estudi independent a 3.129 internautes, demostrant que el 70% no saben distingir entre una notícia veritable, un rumor, o una falsa alarma.

## Pautes per reconèixer unhoaxa Internet
Algunes de les pautes per reconèixer si certa información és un hoax o no, són:
1. La majoria dels hoax són anònims, no citen fonts (ja que no en tenen) i no estan signats per evitar repercussions legals
2. Els hoax no tenen data de publicació i estan redactats de la manera més atemporal possible perquè pervisquin el màxim temps circulant a la xarxa
3. Els hoax contenen un ganxo per captar l'atenció de l'internauta. L'èxit del hoax residirà en quant sigui de morbós, monetari, generador de por el seu ganxo i sobretot en la manera que encaixa amb la conjuntura de l'entorn.
Exemple WhatsApp: WhatsApp serà de pagament de manera imminent... reenvia aquest missatge a X persones abans del dia X  — (Ganxo de por basada en valor monetari)
Exemple Hotmail: Hotmail tancarà els seus comptes. Perduda de contactes i multa d'una gran quantitat de diners — (Ganxo de por basada en valor monetari)
Exemple Google: Ja estem avisats per Google... ho van passar a la tele... per si els dubtes... L'ús de Google i Gmail costarà diners — (Ganxo de por basada en valor monetari)
Exemple Actimel: Actimel és dolent per a la salut. Produeixes L. Casei i deixes de fabricar defenses — (Ganxo de por basada en la salut)
Exemple Redbull: Redbull conté verí en la seva composició química — (Ganxo de por basada en el dany a la salut)
Exemple Telèfon mòbil: Reps una trucada telefònica i en lloc d'aparèixer el número de telèfon de qui et truca apareix la paraula "INVIABLE!!" o DESCONEGUT. Si acceptes o rebutges la trucada l'extorsionador accedeix a la SIM del teu telèfon, la duplica i la usa per trucar des de la presó — (Ganxo de por basada a ser víctima d'una estafa)
4. Els hoax, en general, estan escrits en el llenguatge estàndard internacional (qualsevol sigui el cas de l'idioma utilitzat), per facilitar la seva difusió global.
5. Els hoax normalment contenen una petició de reexpedició: se sol·licita la reexpedició per alertar a altres persones, per evitar mala sort, per evitar la mort, per conscienciar a uns altres o amb qualsevol altre motiu. L'objectiu d'aquesta petició de reexpedició resideix a captar adreces de correu, crear bases de dades, realitzar posteriors campanyes de Correu massiu o simplement difondre la informació falsa el màxim possible.

## Hoaxsnotables
- Progesterex